# Rivière Borgia
Rivière Borgia är ett vattendrag i Kanada.   Det ligger i provinsen Québec, i den sydöstra delen av landet, 400 km nordost om huvudstaden Ottawa.
I omgivningarna runt Rivière Borgia växer i huvudsak blandskog. Trakten runt Rivière Borgia är nära nog obefolkad, med mindre än två invånare per kvadratkilometer.